# Cleveland Rebels
A Cleveland Rebels clevelandi kosárlabdacsapat volt a Basketball Association of America (BAA) kosárlabdaligában, a National Basketball Association (NBA) elődjében.

## Története
A Rebels a BAA egyik alapítócsapata volt. A nyugati csoportban harmadik lett a csapat első szezonjában, 30 meccset megnyerve és harmincat elvesztve. A csapat létezésének egyetlen szezonjában az első körben estek ki a New York Knickerbockers ellen a rájátszásból, három mérkőzést követően. A csapatban játszottak olyan játékosok, mint Ed Sadowski és Kenny Sailors. Ezt követően a Cleveland Cavaliers csatlakozásáig, 1970-ig nem volt NBA-csapat a városban.
| Szezon  | Gy | V  | %    | Rájátszás              | Eredmény                |
| ------- | -- | -- | ---- | ---------------------- | ----------------------- |
| 1946–47 | 30 | 30 | .500 | Kiesett az első körben | New York 2, Cleveland 1 |

## Csapat
Játékosok, akik játszottak a Rebels csapatában:
| - Frank Baumholtz - Leon Brown - Ken Corley - Ned Endress - Bob Faught - Kleggie Hermsen - Pete Lalich - Hank Lefkowitz - Leo Mogus | - George Nostrand - Mel Riebe - Irv Rothenberg - Ed Sadowski - Kenny Sailors - Ben Scharnus - Dick Schulz - Nick Shaback - Ray Wertis |

## Edzők
A Cleveland Rebels történetében két személy edzette a csapatot:
- Roy Clifford
- Dutch Dehnert